# World Power
World Power – debiutancki album niemieckiego zespołu Snap! wydany 15 maja 1990. Album dotarł do 30 miejsca Billboard 200. Z albumu pochodzi jeden z najbardziej znanych utworów zespołu "The Power", który stał się międzynarodowym hitem.

## Track lista
1. "The Power" (Benites, C., Garrett) – 5:44
2. "Ooops Up" (Butler, Simmons, Taylor, Wilson, Wilson, Wilson) – 6:42
3. "Cult of Snap!" (Benites, Butler, Garrett) – 5:21
4. "Believe the Hype" (Benites, Butler, Garrett) – 4:50
5. "I'm Gonna Get You (To Whom It May Concern)" (Benites, Butler, Garrett) – 5:20
6. "Witness the Strength" (Benites, Butler, Garrett) – 4:57
7. "Mary Had a Little Boy" (Benites, Butler, Ford, Garrett) – 4:53
8. "Blasé Blasé" (Benites, Butler, Garrett) – 4:30

Reedycja bonus tracks
1. "Only Human" (Butler) – 3:11
2. "The Power" (Jungle Fever Mix) (Benites, C., Garrett) – 7:23

## Notowania
| Lista (1990)            | Najwyższa pozycja |
| ----------------------- | ----------------- |
| Australian Albums Chart | 25                |
| Austrian Albums Chart   | 4                 |
| German Albums Chart     | 7                 |
| Swedish Albums Chart    | 20                |
| Swiss Albums Chart      | 4                 |
| UK Albums Chart         | 10                |
| U.S. Billboard 200      | 30                |